# Górczyn (Gorzów Wielkopolski)
Górczyn – dzielnica Gorzowa Wielkopolskiego, pod względem ludności największa dzielnica miasta, położona w jego północno-wschodniej części. Mieszka tutaj blisko 40 tysięcy mieszkańców. Jest to też dzielnica z największą liczbą hipermarketów wielkopowierzchniowych jak i bloków mieszkalnych w mieście.

## Historia
Dzielnicę zaczęto budować na początku lat 80. XX wieku. Miała zapewnić mieszkania dla szybko rozbudowującego się miasta. Elementy do budowy osiedli powstawały w Fabryce Domów „Prefadom” przy ul. Walczaka. Pierwszymi osiedlami były osiedla Zacisze i Sady. Następnie powstawały osiedla: Parkowe, Ustronie, Chemik, a jako ostatnie Przylesie. Górczyn miało zamieszkiwać blisko 65 tysięcy mieszkańców, jednak niski przyrost ludności oraz kryzys na rynku budowlanym zmienił te plany. Obecnie w dzielnicy mieszka około 40 tys. mieszkańców. W ostatnich latach Górczyn znów przeżywa rozkwit, powstaje wiele budynków mieszkalnych głównie za sprawą GTBS oraz punktów usługowo-handlowych, co powoduje, że dzielnica zmienia się z betonowej pustyni w funkcjonalną część miasta. W 1997 roku na Placu Jana Pawła II miała miejsce msza z udziałem papieża Jana Pawła II.

## Infrastruktura
Górczyn posiada nowoczesną infrastrukturę drogową złożoną z nowych skrzyżowań, rond, dwupasmowych ulic, systemu dynamicznej informacji pasażerskiej, systemu aktywnej informacji drogowej czy przejść podziemnych wyposażonych w usprawnienia dla osób z problemami z poruszaniem się. Coraz więcej jest też zieleni. Założony został Park Górczyński czy Park 750-lecia. Znajduje się też tutaj Park im. Kopernika. Dzielnica jest w pełni zelektryfikowana, zgazyfikowana, posiada kanalizację i wodociągi. Działają tutaj dwaj operatorzy telefonii stacjonarnej (Multimedia Polska i Telekomunikacja Polska) oraz wszyscy operatorzy telefonii komórkowej (Play, Plus GSM, Era, Orange Polska, Heyah). Do dzielnicy dotrzeć można komunikacją miejską MZK Gorzów. Jeżdżą tutaj:

### Tramwaje
- Linia 1 (Wieprzyce - Śródmieście - Silwana (Górczyn),
- Linia 3 (Piaski - Śródmieście - Silwana (Górczyn)
- Linia 4 (Dworzec Główny - Śródmieście - Fieldorfa-Nila (Górczyn)

Autobusy:
- Linia 102 (tylko w okresie roku szkolnego),
- Linia 104,
- Linia 107,
- Linia 109,
- Linia 114,
- Linia 123,
- Linia 124,
- Linia 125,
- Linia 126,
- Linia 128,
- Linia 132,
- Linia 134,
- Linia 135,
- Linia 137,

Linie sezonowe i specjalne:
- Linia 201, czerwiec - wrzesień w pogodne dni kurs nad jezioro Nierzym,
- Linia D, kursuje w okresie wszystkich świętych,

Linie nocne:
- Linia 501,
- Linia 510

## Gospodarka

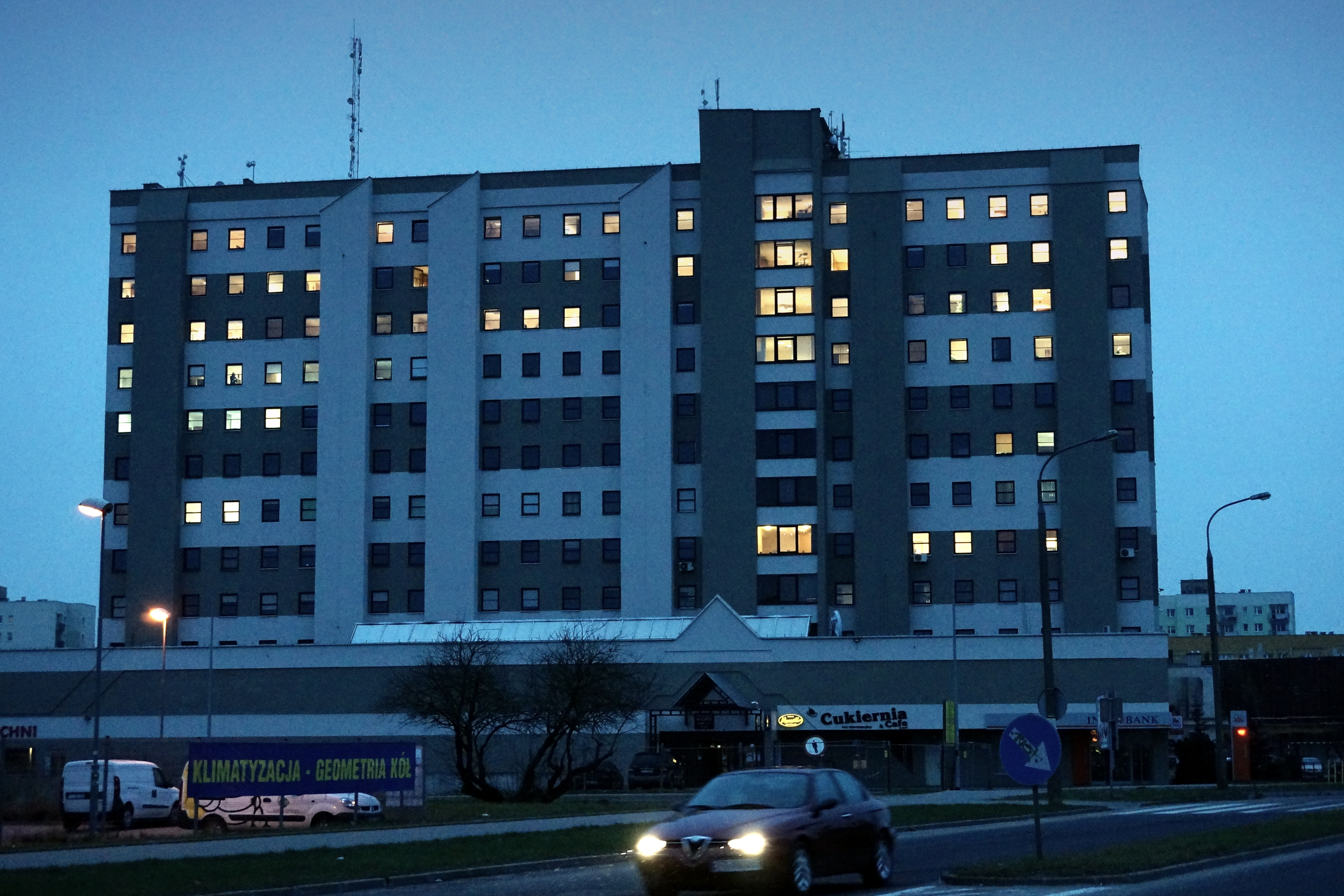
Biurowiec "Watral"

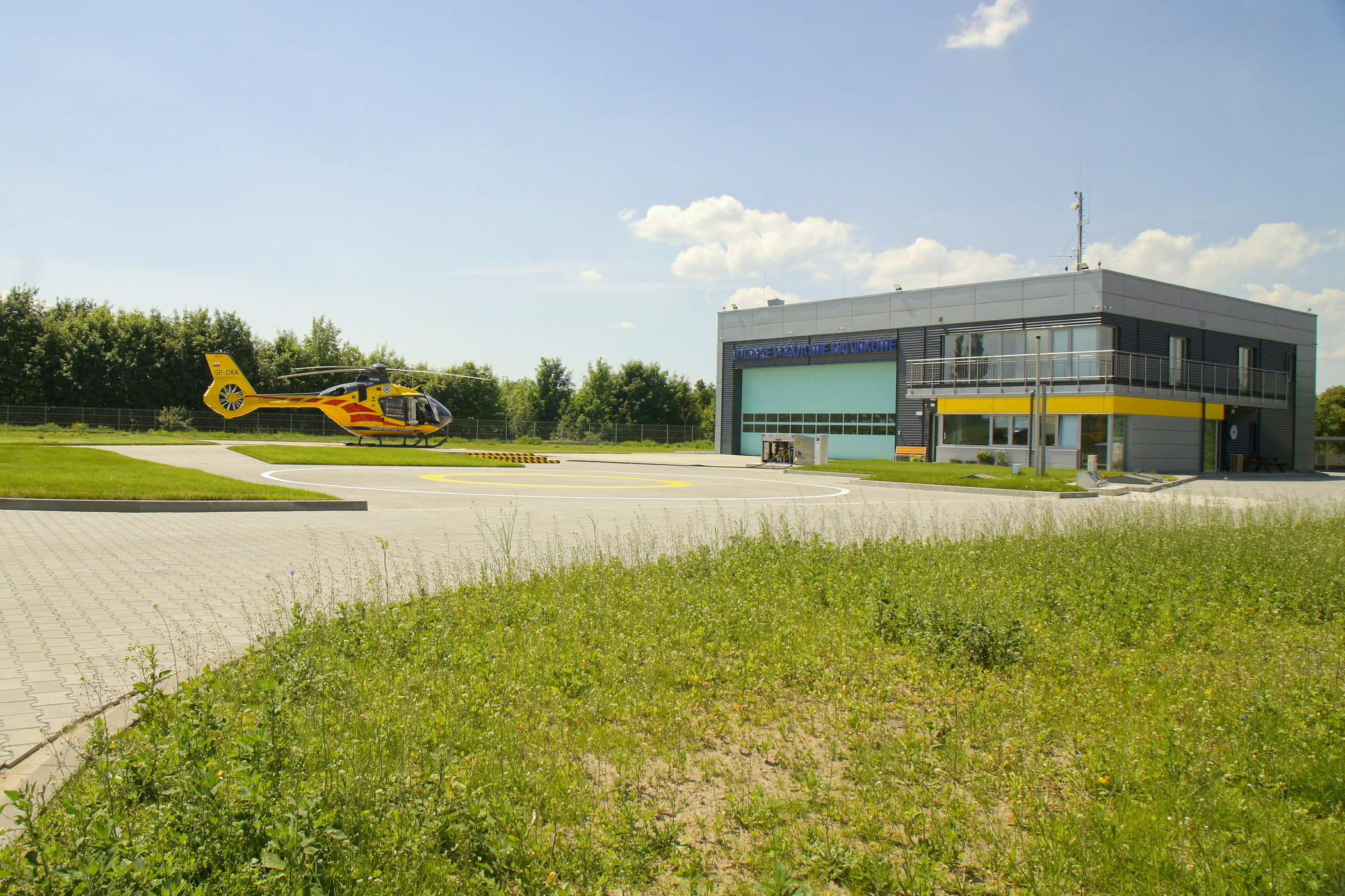
Lądowisko śmigłowców sanitarnych

W dzielnicy ma siedzibę wiele znaczących dla miasta zakładów i firm. Z większych wyróżnić można: Elektrociepłownia „Gorzów”, Zakład Wykonawstwa Sieci Elektrycznych, Zakłady Włókien Chemicznych „Stilon” (należące do francuskiej grupy Rhodia Nylstar), wytwórnia betonu. Znajduje się tutaj wiele sklepów wielkopowierzchniowych, centrów handlowych oraz biznesowych, m.in.:
- Galeria Manhattan
- C. H. Panorama
- Kupiec Gorzowski
- M34 Manhattan Bussines Centre
- Budynek biurowy G1 ("Stilon")
- Park handlowy S1 Gorzów
- Park handlowy N Park
- Park handlowy Niepodległości
- Park handlowy BIG Gorzów

- Castorama

Znajdują się tutaj także dwa zespoły szpitalne Szpitala Wojewódzkiego w Gorzowie (Zespół Szpitalny przy ul. Dekerta 1 oraz Zespół Szpitalny przy ul. Walczaka 42), Zespół Szkół Technicznych i Ogólnokształcących, szkoły podstawowe.  Istnieje kilka stacji benzynowych.  Mieści się też tutaj siedziba TVP Gorzów Wielkopolski. Znajdują się tu dwa hotele: Parkowy i Gorzów (dawniej Stilon).

## Zabytki

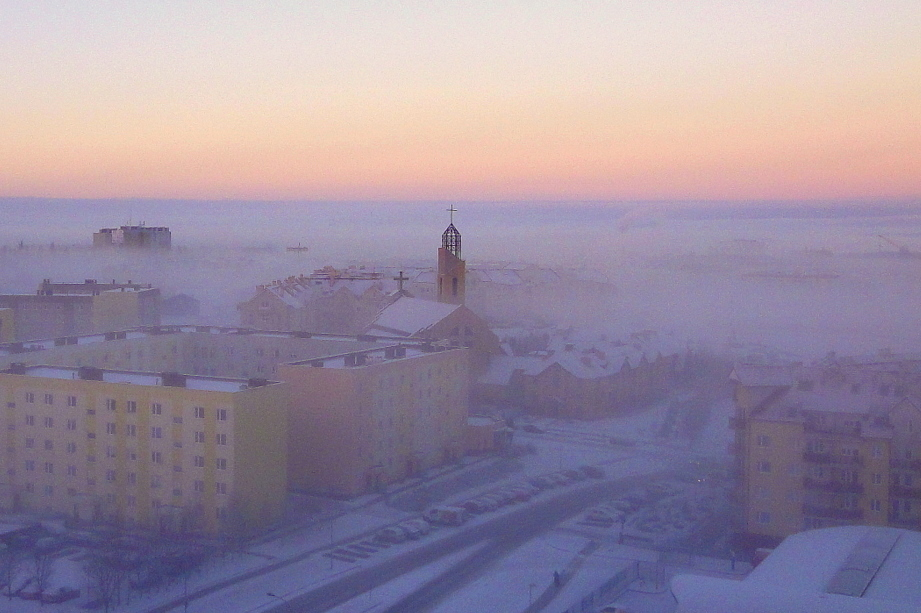
Kościół pw. Pierwszych Męczenników Polski o brzasku

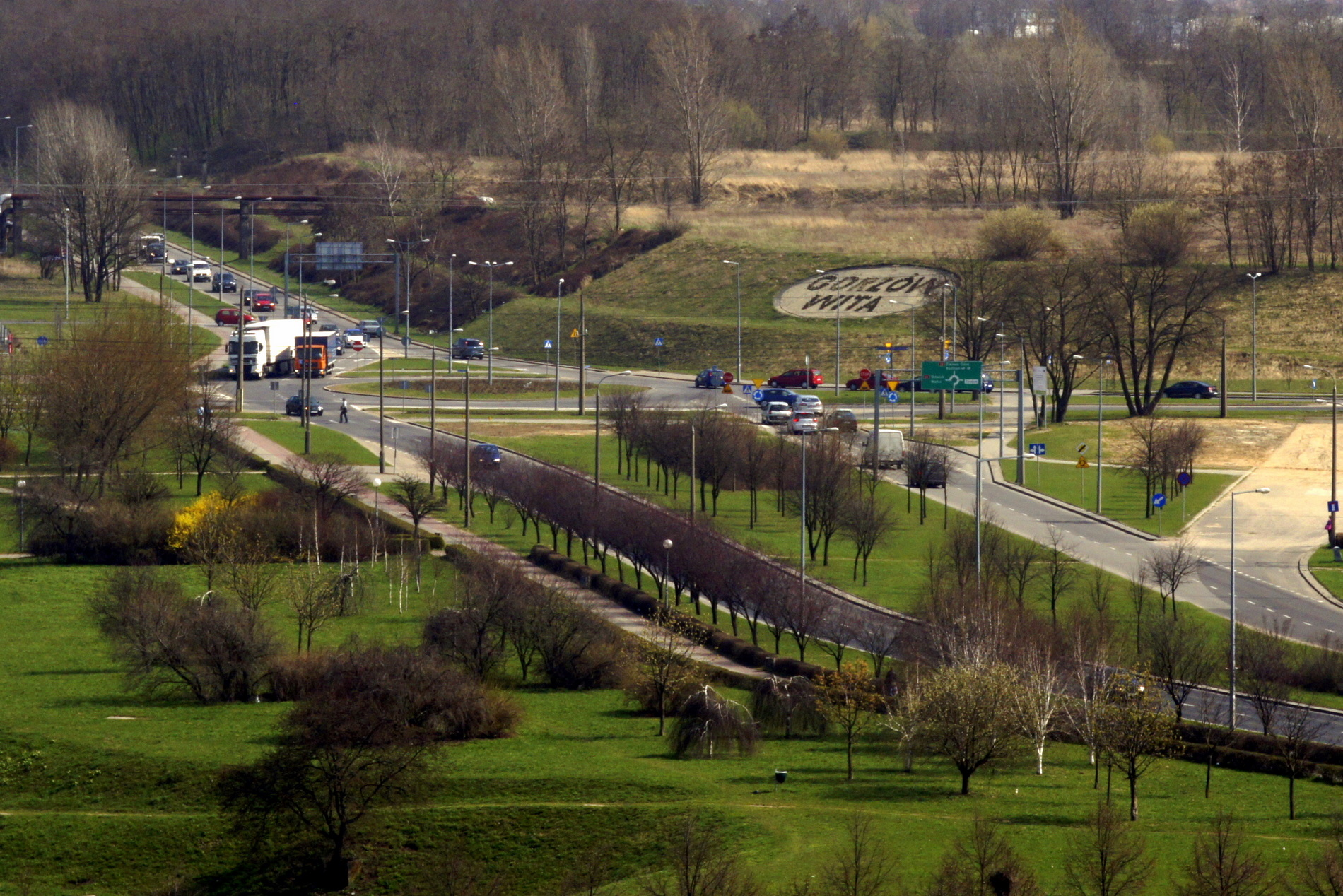
Rondo Gdańskie

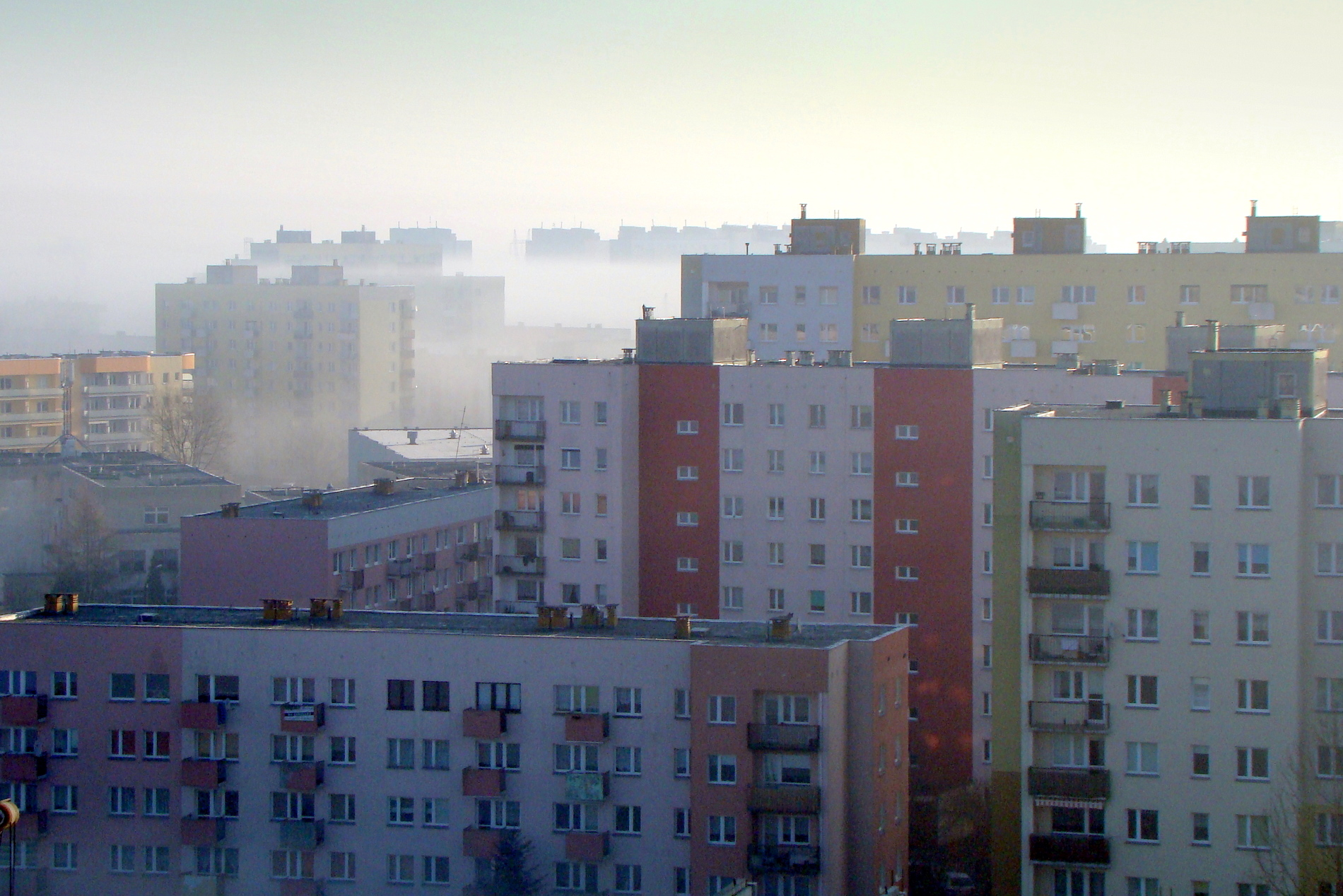
Widok na budynki między ulicami Batalionu Zośka a Szarych Szeregów

Górczyn nie posiada wielu zabytków z racji tego, iż jest to dzielnica powstała praktycznie od nowa. Jest jednak kilka obiektów godnych uwagi. Jednym  z nich jest nowoczesny kościół im. M. M. Kolbe, kościół Pierwszych Świętych Męczenników Polskich, cmentarz wojenny, zabytkowa zabudowa szpitala dla nerwowo i psychicznie chorych wraz z otaczającym go parkiem.
Ronda w dzielnicy:
- Rondo Gdańskie,
- Rondo Niepodległości,
- Rondo Górczyńskie,
- Rondo im. Ofiar Katynia

Główne ulice dzielnicy:
- Marszałka Józefa Piłsudskiego,
- Górczyńska,
- Szarych Szeregów,
- ks. Adama Czartoryskiego,
- Kombatantów,
- Czereśniowa,
- Jana Dekerta,
- gen. Kazimierza Sosnkowskiego,
- Franciszka Walczaka,
- gen. Elżbiety Zawackiej,
- Waleriana Łukasińskiego,
- Walerego Wróblewskiego
- Szwoleżerów
- ks. Piotra Ściegiennego
- gen. Ignacego Prądzyńskiego